# ヨーン・ウツソン
ヨーン・ウツソン（Jorn Utzon (Jørn Utzon), 1918年4月9日 - 2008年11月29日）は、デンマーク・コペンハーゲン出身の建築家。シドニー・オペラハウスの画期的なデザインで、高く評価されている建築家である。

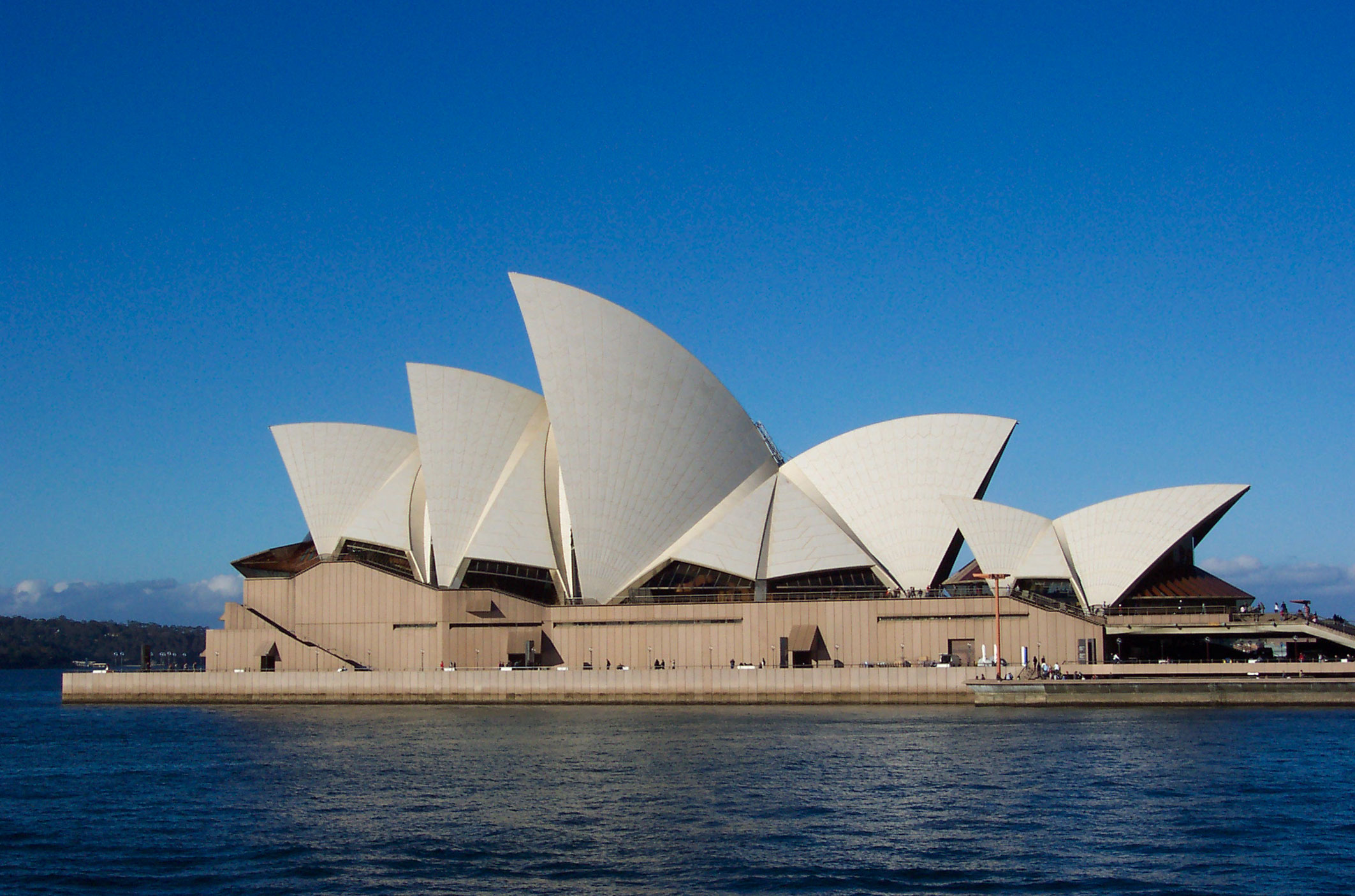
オペラハウス

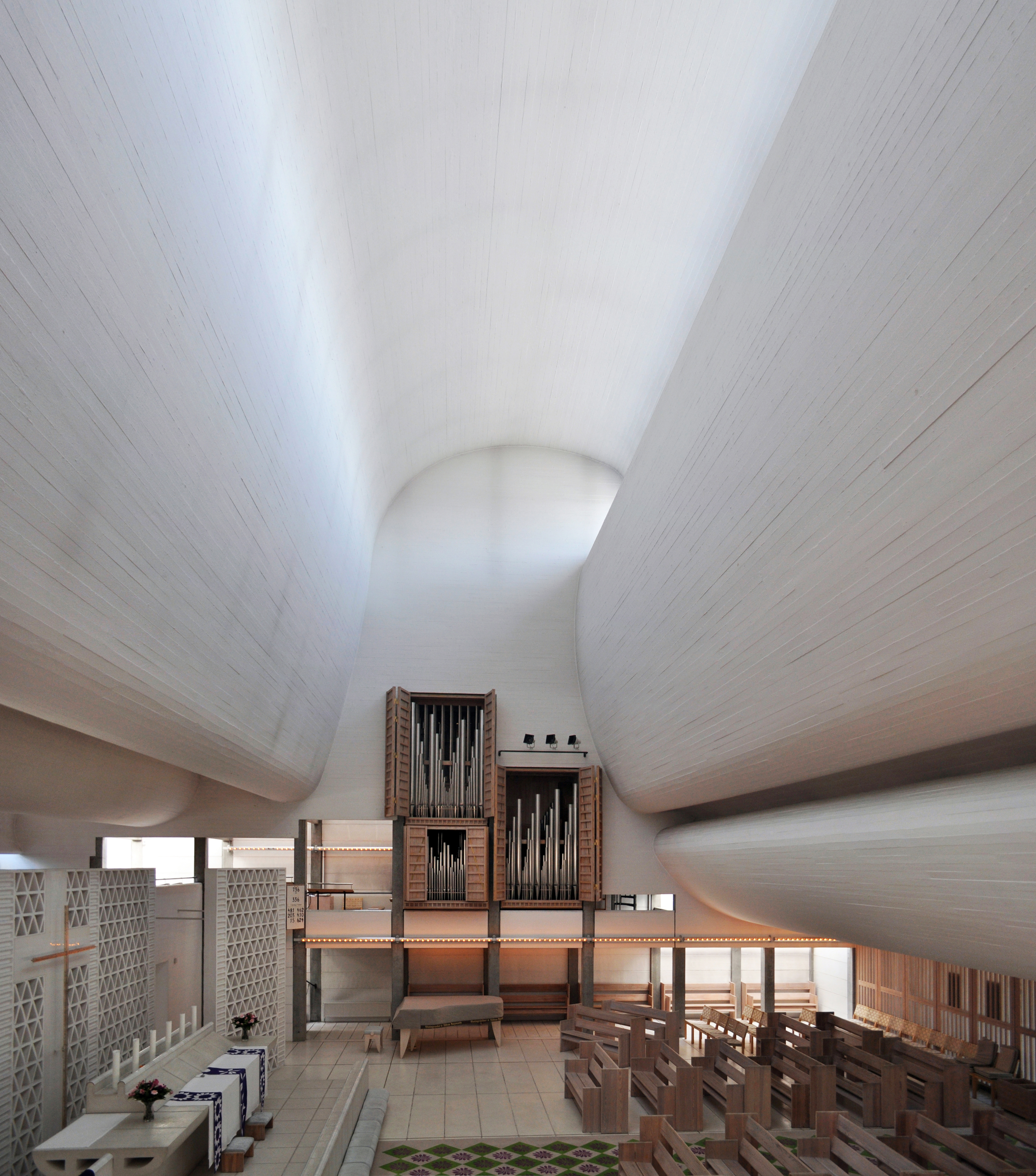
バウスベア教会

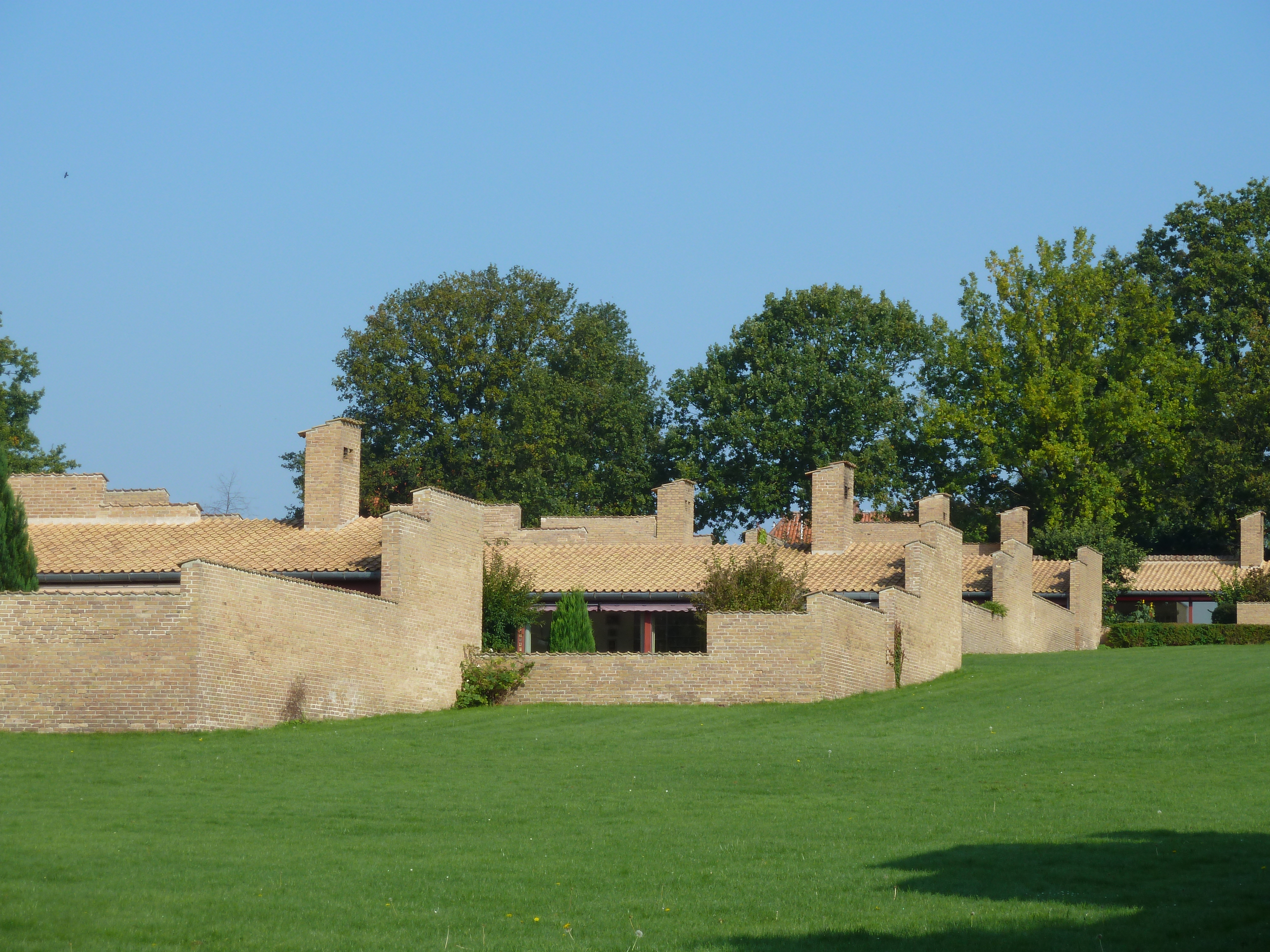
フレーデンスボルグの集合住宅

## 来歴・人物
造船技師の息子として生まれ育った。コペンハーゲンのデンマーク王立美術院で学ぶ。スティーン・アイラー・ラスムッセンに師事。卒業後に、世界各地の伝統的な建築手法を学んだ。
1948年頃、フェルナン・レジェとル・コルビュジエに出会う。同年、モロッコを旅行する。1949年には奨学金を得て、アメリカ、メキシコに出かけ、タリアセンイースト及びウエストでしばらく過ごす。この頃、ミース・ファン・デル・ローエと出会う。帰国後は、自宅の設計を皮切りに、1956年にヘルシンゲル近傍に63戸のキンゴー住宅群を、1962年にはフレーデンスボルグ近傍の小さな住宅地など、住宅を設計したほか、建築設計競技にも多数参加した。1963年には、チューリッヒ新劇場の建築設計競技で1等を獲得。
1957年、彼はオーストラリア・シドニーに建設される予定のオペラ・ハウスの建築設計競技に応募し思わぬ勝利を収め、世界の建築界に鮮烈なデビューを飾った。これは、デンマークの国外で手がける最大級にして初めての仕事であり、提出した設計案は図面ではなくアイデアを書き留めたドローイング程度に過ぎないものだったため、応募基準に合わないと一旦落選していた。しかし、審査委員だった建築家エーロ・サーリネンが、コンクリート・シェル構造の自由な造形で建物を覆い支えるアイデアを気に入り、最終選考に復活させ強く支持したとされる。
以後数年間、オペラ・ハウスの建設の指揮と設計の修正に取り組む。当初のコンセプトにあった2つの大ホールを覆う巨大な放物線状のコンクリート・シェルのデザインに大幅な変更を加えて、現在のような球面を組み合わせたような形に変えつつ、不可能とされたコンクリート・シェルを実際に建てるための案を確立していく。
1965年の半ばの選挙で、建築主であるニューサウスウェールズ州政府の首相がロバート・アスキンに変わると、その新内閣と衝突するはめになり、建設半ばにもかかわらず建設費が当初の予算を大幅に上回っていることについて、公共事業相のデイヴィス・ヒューズはウツソンにデザインやスケジュール、費用についての考えを問い質し、ウツソンへの支払いを止めたことをきっかけに1966年2月に設計者の地位を辞任。内装の設計案を残したまま、不本意な形で中止されてしまった。
そしてシドニーに移した事務所を引き払ってオーストラリアを去り、以後二度とシドニーの地を踏むことはなかった。デンマークに戻る途中、彼は地中海のマリョルカ島に立ち寄ってその風光に印象を受け、後に妻のリズの名を採った夏の別荘を建てている。
シドニー・オペラハウスは、その後を引き継いだ建築家チームの手によって完成。1973年に女王エリザベス2世によって開館し、以後世界的に著名な建築として親しまれている。
2003年、オペラハウス設計の栄誉を称えられ、シドニー大学から名誉博士号を授与された。高齢で旅行ができないウツソンに代わり息子が受け取ったが、同時にウツソンに対しオーストラリア勲章やシドニー市の鍵なども授与された。彼はさらに、2000年、オペラハウスの一部内装の再デザインの合意を交わし、当初の内装案をレセプションホールに実現する作業に取り組んだ。
同年、建築界の最大の栄誉であるプリツカー賞を受賞。引退後はスペインで過ごしていた。
2007年、シドニー・オペラハウスは、ユネスコの世界遺産に登録された。

## 作品
| 年      | 名称                               |                                   | 所在地                         |
| ------- | ---------------------------------- | --------------------------------- | ------------------------------ |
| 1949-51 | スヴァネの給水塔                   | Svaneke Vandtårn                  | デンマーク、スヴァネ           |
| 1950-52 | ヨーン・ウツソン自邸               | Eget hus                          | デンマーク、ヘレベック         |
| 1957-73 | シドニー・オペラハウス             | Sydney Opera House                | オーストラリア、シドニー       |
| 1958    | プラネスターデンの公共住宅         |                                   | スウェーデン、ルンド           |
| 1960    | キンゴー・ハウス                   | Kingo Houses                      | デンマーク、ヘルシンゲア       |
| 1959-63 | フレーデンスボルグの集合住宅       | Fredensborghusene                 | デンマーク、フレーデンスボルグ |
| 1972    | クウェート国際会議場               | Parlamentsbygningen i Kuwait City | クウェート                     |
| 1972    | Can Lis                            | Can Lis                           | スペイン、マリョルカ島         |
| 1976    | バウスベア教会                     | Bagsværd Kirke                    | コペンハーゲン                 |
| 1987    | パウスチャン社のインテリアショップ | Paustians Hus                     | コペンハーゲン                 |
| 1995    | Can Feriz                          | Can Feliz                         | スペイン、マリョルカ島         |

## 受賞
- プリツカー賞
- ウルフ賞芸術部門